# Ꜵ
Pour les articles homonymes, voir AO.
Cette page contient des caractères spéciaux ou non latins. S’ils s’affichent mal (▯, ?, etc.), consultez la page d’aide Unicode.
Ꜵ (minuscule ꜵ) est une voyelle et un graphème utilisé en irlandais et vieux norrois au Moyen Âge, ainsi que dans la transcription phonétique Anthropos. C’est une ligature appelée « o dans l’a », « a o liés » ou « a o collés ».

## Utilisation
Au Moyen Âge, le o dans l’a est utilisé pour représenter l’umlaut u de /a/, c’est-à-dire une voyelle mi-ouverte postérieure arrondie [ɔ], aussi parfois transcrit ‹ ꜷ › ou ‹ ꜹ ›. Selon Adolf Noreen, en vieux norrois, la voyelle courte [ɔ] et la voyelle longue [ɔː] ont d’abord été transcrites ‹ ǫ › ou ‹ ꜵ › et ‹ ǫ́ › ou ‹ ꜵ́ › dans les manuscrits les plus anciens, pour ensuite être transcrites ‹ o › ou parfois ‹ a ›, ‹ ao ›, ‹ au ›, ‹ ꜹ ›.
Dans le Deuxième traité grammatical du Codex Wormianus, la ligature ꜵ est utilisée distinctement de la ligature ꜷ (ou ꜹ), bien qu’elles soient très similaires et tendent à être confondues.
Dans le Dictionnaire classique sanscrit-français de 1866 et d’autres ouvrages, Émile Burnouf utilise l’ao ‹ ꜵ › (principalement avec la forme du oe culbuté ‹ ᴔ › en minuscule) comme translittération du औ,.
Adolf Noreen utilise la lettre ‹ ꜵ › comme symbole phonétique dans une analyse phonétique Fryksdalsmålets ljudlära publiée en 1877.

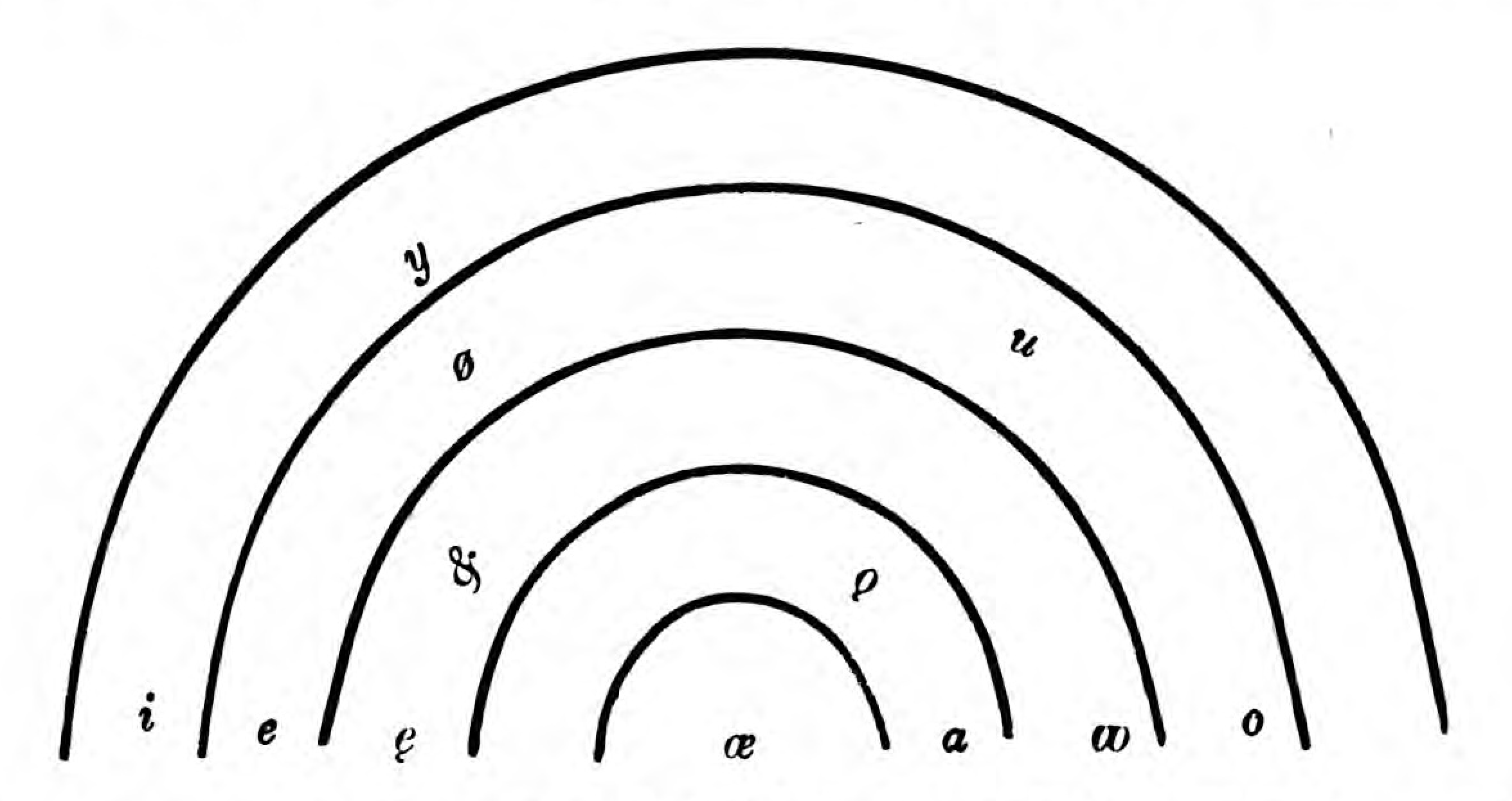
Symboles des voyelles dans Noreen 1877.

Charles de Harlez utilise l’o dans l’a circonflexe ‹ ꜵ̂ › pour transcrire 𐬃 dans le Manuel de la langue de l’Avesta publié en 1882 après avoir utilisé ‹ âo › dans la première édition de 1878.
Guilherme de Vasconcelos Abreu (pt) utilise l’o dans l’a dans son système de transcription notamment dans la transcription du sanskrit.
Aniceto Gonçalves Viana (en) l’utilise dans le système de transcription présenté en 1892 ou comme symbole de l’Alphabet phonétique international non standard dans une description du portugais de 1903.
Jacob Jacobsen utilise l’o dans l’a tréma ‹ ꜵ̈ › dans son dictionnaire étymologique norne de 1921,.
Dans l’alphabet Anthropos révisé de 1924, o dans l’a ‹ ꜵ › (avec une forme italique inclinée au lieu d’une forme italique cursive) représente une voyelle mi-ouverte postérieure [ɔ], par exemple le a du mot allemand méridional Vater ou le å du suédois år, ou une voyelle ouverte postérieure arrondie [ɒ], par exemple le o de l’anglais not.
Dans Linguistic survey of the northern Bantu borderland publié en 1957 et Linguistic analysis publié en 1966, Archibald Tucker (en) et M. A. Bryan utilisent le symbole ‹ ꜵ › pour représenter une voyelle ouverte postérieure arrondie [ɒ] (comme dans l’anglais cot) ou une voyelle postérieure variant entre une voyelle ouverte postérieure non arrondie [ɑ] et une voyelle mi-ouverte postérieure arrondie [ɔ] en langues kalenjin,.
En 1964, le symbole ‹ ꜵ › est proposé par George L. Trager pour une voyelle pré-ouverte antérieure arrondie, entre la voyelle mi-ouverte antérieure arrondie [œ] et la voyelle ouverte antérieure arrondie [ɶ], au lieu du symbole ‹ ω̈ › proposé par Bernard Bloch et George L. Trager en 1942,.
Federico Albano Leoni et Pietro Maturi utilise ‹ ꜵ › comme symbole non standard de l’alphabet phonétique international pour la voyelle ouverte centrale arrondie.

## Représentations informatiques
L’o dans l’a peut être représenté avec les caractères Unicode (latin étendu D) suivants :
| formes    | représentations | chaînes de caractères | points de code | descriptions               |
| --------- | --------------- | --------------------- | -------------- | -------------------------- |
| capitale  | Ꜵ               | Ꜵ                     | U+A734         | lettre majuscule latine ao |
| minuscule | ꜵ               | ꜵ                     | U+A735         | lettre minuscule latine ao |